# Sandrine Rousseau
Sandrine Rousseau (Maisons-Alfort, 8 maart 1972) is een Franse econoom, eco-feminist en politicus van de Europe Écologie-Les Verts (EELV). Rousseau deed in 2021 mee aan de voorrondes van de EELV om de kandidaat vast te stellen die zal meedoen met de Franse presidentsverkiezingen van 2022. Zij plaatste zich met 25,1 procent van de stemmen samen met Yannick Jadot voor de eindronde van de EELV.